# Пола Неґрі
Аполо́нія Барба́ра Халу́пець (пол. Barbara Apolonia Chałupiec), відома як По́ла Не́ґрі (англ. Pola Negri; 3 січня 1897, Ліпно, Варшавське генерал-губернаторство, Російська імперія — † 1 серпня 1987, Сан-Антоніо, США) — акторка польського походження, зірка і секс-символ епохи німого кіно. За внесок у розвиток кіноіндустрії відзначена зіркою на Голлівудській алеї слави.

## Біографія та кар'єра
Народилася 3 січня 1897 у польському місті Ліпно у Елеонори Келчевської († 24.08.1954) і бляхаря Єжи Халупця (був словацьким емігрантом, тому його оригінальне ім'я звучало як Юрай; † 1920). Аполонія була їх третьою дитиною, але перші двоє померли, тому вона виросла єдиною дитиною в сім'ї. У 1902 році, після того, як батько був заарештований і відправлений на поселення до Сибіру, Аполонія з матір'ю переїхала до Варшави, де навчалася в балетній школі. Через туберкульоз була вимушена відмовитися від кар'єри танцюристки. Пізніше вступила до Імператорської Академії драматичного мистецтва у Варшаві. 
У 1913 році дебютувала як драматична акторка в театрі. У 1914 році вже знімається у фільмі «Невільниця почуттів», що вважається першим польським художнім фільмом. Незабаром Аполонія Халупець стає однією з провідних польських акторок. В цей час вона бере псевдонім «Пола Неґрі» від імені італійської поетеси й письменниці Ади Негрі.
У 1918 році знімається у київського режисера Віктора Туржанського у фільмі «Сурогати любові». Пізніше разом з Туржанським вирушила до Берліна, де працює з режисером Максом Рейнгардтом і знімається у фільмах Ернста Любіча: «Кармен» (1918), «Мадам Дюбаррі» (1919), «Сумурун» (1920), «Гірська кішка» (1923).
У 1923 році Пола Неґрі разом з Любічем їде працювати до Голлівуду, де підписує контракт із студією «Paramount». У США акторка працювала з 1923 по 1934 рік. Спочатку вона знімалася в ролях жінок-вамп. Трактування цього амплуа у виконанні Поли Неґрі мало деяку відмінність від класичної фатальної жінки: її героїні викликали в аудиторії співчуття («вамп, що страждає»).
На початку 1930-х Неґрі повертається до Німеччини, де на неї звертає увагу Гітлер. Коли Ґеббельс відстронив акторку від роботи в кіно, підозрюючи, що вона єврейка, Гітлер скасував це рішення свого міністра.
Пізніше Пола Неґрі виграла позов про наклеп проти французького журналу, що назвав її коханкою фюрера. В цей час вона знімається в таких фільмах, як «Мадам Боварі» режисера Ґергардта Лампрехта (1937) і «Мазурка» (1935).
З початком війни Пола Неґрі у 1941 році вимушена знову повернулася до США. У 1943 році знялася у комедії режисера Ендрю Л. Стоуна «Привіт, Діддл, Діддл» (англ. Hi Diddle Diddle), що мала величезний успіх у аудиторії. Після війни у 1951 році Неґрі отримала американське громадянство. Останньою її кінороботою стала роль у стрічці «Місячні пряхи» («The Moon-Spinners»), знятому у 1964 році на студії Волта Діснея.

### Особисте життя
У 1919 році Неґрі одружилася з графом Євгенієм Домбським. Шлюб тривав два роки. У США була заручена з Чарлі Чапліном, з яким розлучилася заради Рудольфа Валентіно. У 1926 році Валентіно помер, і Неґрі одружилася з аристократом-емігрантом, грузинським князем Сергієм Мдівані. За це громадськість осудила її, бо після смерті Валентіно пройшло дуже мало часу. Шлюб з Мдівані тривав до 2 квітня 1931 року, після чого вона повернулася до Німеччини.
Померла Пола Неґрі у 1987 році у 90 років від пневмонії. Похована на римо-католицькому цвинтарі Голгофа у Лос-Анджелесі поряд зі своєю матір'ю, яка померла у 1954 році.

## Визнання і нагороди
- У 1964 році Пола Неґрі була нагороджена вищою кінематографічною нагородою Німеччини «German Film Awards».
- На Голлівудській алеї слави є іменна зірка Поли Неґрі за внесок у розвиток кіноіндустрії.
- Пола Неґрі була 11-ю зіркою, чиї відбитки рук і ніг були зроблені перед Китайським театром Ґраумана[6].

## Образ у масовій культурі
- Персонажка Поли Неґрі присутня у другій серії німецької телевізійної трилогії «Готель "Адлон": Сімейна сага».
- Про життя Поли Неґрі створено перший у світі біографічний 3D-мюзикл «POLA NEGRI».

## Фільмографія

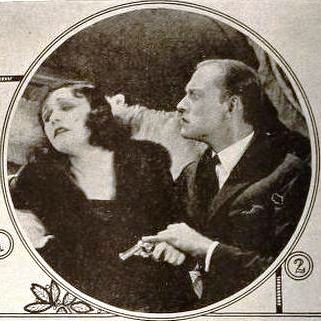
У фільмі «Белла Донна» (1923)

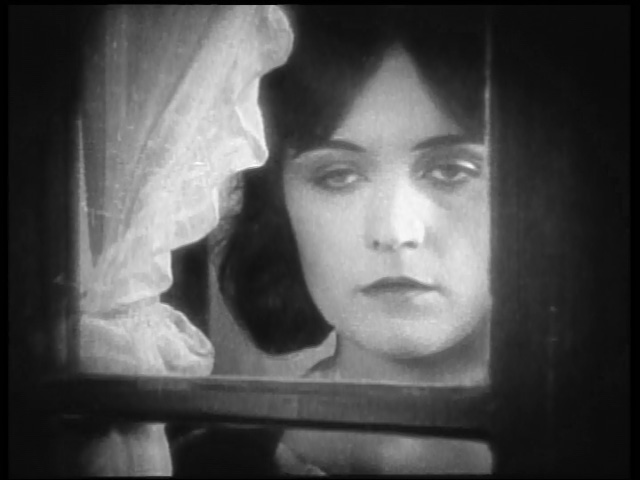
У фільму «Колючий дріт» (1927)

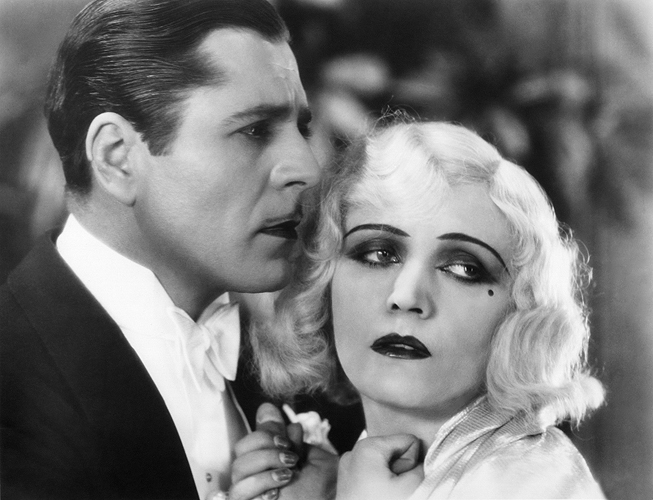
У фільму «Три грішники» (1928)

| Рік  |  | Назва українською    |  | Мовою оригіналу        |  | Роль                   |  | Країна / Опис         |
| ---- |  | -------------------- |  | ---------------------- |  | ---------------------- |  | --------------------- |
| 1914 |  | Невільниця почуттів  |  | Niewolnica zmysłów     |  |                        |  | Російська імперія     |
| 1914 |  | Бестія               |  | Bestia                 |  |                        |  | Російська імперія     |
| 1915 |  | Дружина              |  | Żona                   |  |                        |  | Російська імперія     |
| 1917 |  | Арабелла             |  | Arabella               |  |                        |  | Російська імперія     |
| 1918 |  | Очі мумії Ма         |  | Die Augen der Mumie Ma |  |                        |  | Російська імперія     |
| 1918 |  | Кармен               |  | Carmen                 |  | Кармен                 |  | Німеччина             |
| 1919 |  | Мадам Дюбаррі        |  | Madam DuBarri          |  | Жанна / Мадам дю Баррі |  | Веймарська республіка |
| 1919 |  | Вендетта             |  | Vendetta               |  | Маріпоза               |  | Веймарська республіка |
| 1920 |  | Сумурун              |  | Sumurun                |  | Янія                   |  | Німеччина             |
| 1921 |  | Сапфо                |  | Sappho                 |  | Сапфо                  |  | Веймарська республіка |
| 1923 |  | Полум'я              |  | Die Flamme             |  | Івета                  |  | Веймарська республіка |
| 1923 |  | Гірська кішка        |  | Die Bergkatze          |  |                        |  | США                   |
| 1923 |  | Іспанська танцівниця |  | The Spanish Dancer     |  | головна роль           |  | США                   |
| 1923 |  | Белла Донна          |  | Bella Donna            |  | Белла Донна            |  | США                   |
| 1924 |  | Заборонений рай      |  | Forbidden Paradise     |  | Катерина II            |  | США                   |
| 1924 |  | Тіні Парижу          |  | Shadows of Paris       |  |                        |  | США                   |
| 1925 |  | Жінка світу          |  | A Woman of the World   |  |                        |  | США                   |
| 1925 |  | Квітка ночі          |  | Flower of Night        |  | Карлотта Віллалон      |  | США                   |
| 1925 |  | На схід від Суеца    |  | East of Suez           |  | Дейзі Форбс            |  | США                   |
| 1925 |  | Чародійка            |  | The Charmer            |  | Маріпоза               |  | США                   |
| 1926 |  | Хороша і зіпсована   |  | Good and Naughty       |  |                        |  | США                   |
| 1927 |  | Колючий дріт         |  | Barbed Wire            |  |                        |  | США                   |
| 1927 |  | Готель «Імперіал»    |  | Hotel Imperial         |  |                        |  | США                   |
| 1928 |  | Три грішника         |  | Three Sinners          |  |                        |  | США                   |
| 1928 |  | Захоплення актриси   |  | Loves of an Actress    |  |                        |  | США                   |
| 1928 |  | Жінка з Москви       |  | The Woman from Moscow  |  | Княгиня Федора         |  | США                   |
| 1935 |  | Мазурка              |  | Mazurka                |  |                        |  | Третій Рейх           |
| 1936 |  | Москва - Шанхай      |  | Moskau-Shanghai        |  |                        |  | Третій Рейх           |
| 1937 |  | Мадам Боварі         |  | Madame Bovary          |  |                        |  | Третій Рейх           |
| 1937 |  | Танго Ноктюрн        |  | Tango Notturno         |  |                        |  | Третій Рейх           |
| 1943 |  | Привіт, Діддл, Діддл |  | Hi Diddle Diddle       |  |                        |  | США                   |
| 1964 |  | Місячні пряхи        |  | The Moon-Spinners      |  |                        |  | США                   |